# Слинчоглед
Сли́нчоглед (болг. Слънчоглед) — село в Кирджалійській області Болгарії. Входить до складу общини Джебел.

## Населення
За даними перепису населення 2011 року у селі проживали 211 осіб.
Національний склад населення села:
| Національність   | Кількість осіб | Відсоток |
| ---------------- | -------------- | -------- |
| турки            | 144            | 95,4%    |
| болгари          | 6              | 4,0%     |
| цигани           | 0              | 0%       |
| Всього відповіли | 151            |          |

Розподіл населення за віком у 2011 році:
Динаміка населення: